# Joana Craveiro
Joana Craveiro (Lisboa, 1974) es una actriz, directora, profesora, dramaturga y performer portuguesa. Fue la fundadora de la asociación cultural Teatro do Vestido, organización de la que también es su directora artística. 

## Carrera
Craveiro nació el 1974 en Lisboa, ciudad en la que creció en el barrio del Benfica. En 1997 terminó el Curso de Formación de Actores en el Conservatorio Nacional, actualmente llamada Escuela Superior de Teatro y Cine. En 2001 fundó el Teatro do Vestido, del cual asumió la dirección artística, participando también en la escritura de obras de teatro y como actriz. Dos años después se graduó en Antropología en la Facultad de Ciencias Sociales y Humanas de la Universidad Nueva de Lisboa y trabajó como asistente de dirección en la Suspect Culture Theatre Company de Glasgow. En 2004 realizó un máster en artes escénicas en el Conservatorio Real de Escocia.
En 2017 se doctoró en la Universidad de Roehampton, con la tesis-espectáculo Un museo vivo/vivo de recuerdos pequeños, olvidados y no deseados: narraciones, testimonios y archivos de la dictadura y la revolución portuguesas (2017, FCT SFRH / BD / 79644/2011), que fue premiada en el Festival de Teatro de Almada, con el título Um Museu Vivo de Memórias Pequenas e Esquecidas (Un museo vivo de pequeños recuerdos pequeños y olvidos).
También ha trabajado como profesora en la Escuela de Artes y Diseño de la Universidad de Évora, Chapitô EPAOE, la Escuela de Teatro y Cine y la Real Academia Escocesa de Música y Drama. Como actriz participó en 1999 en las obras Del otro lado del Tajo y Por qué no dije nada y en Fuego en el año 2011. En 2018 realizó una lectura teatralizada del texto Solo viajeros en el Festival de Avignon y al año siguiente representó en el Panta Thêatre de Caen la obra Retornos, Exílios e Alguns que Ficaram, dentro del Écrire et Mettre en Scène: le Théâtre Portugais.
Como autora, sus obras están profundamente marcadas por su investigación de los hechos históricos y la forma en que estos son interpretados en el presente. Utiliza metodologías de trabajo de campo para recopilar el material, historias de vida y recuerdos afectivos, que utiliza como materia prima para sus obras.

## Reconocimientos
Craveiro obtuvo en 2004 el premio de teatro Avrom Greenbaum otorgado por la Real Academia Escocesa de Música y Drama. En 2012 fue reconocida con la Mención de Honor de la Asociación Portuguesa de Críticos de Teatro como directora artística del Teatro do Vestido. Tres años después recibió el premio del público en el Festival de Teatro de Almada por su tesis-espectáculo Um Museu Vivo de Memórias Pequenas e Esquecidas, que también fue nominada al Mejor Espectáculo por la Sociedad Portuguesa de Autores (SPA).
En 2018, Craveiro logró con su obra Elas também estiveram lá el Premio SPA al Mejor texto portugués representado. Ese mismo año escribió el texto Margem para el espectáculo homónimo de Victor Hugo Pontes con el que obtuvo el Premio SPA a Mejor Coreografía.

## Obra

### Textos teatrales[2][3]
- 2020 - Um Museu Vivo de Memórias Pequenas e Esquecidas sobre a ditadura, a Revolução e o Processo Revolucionário[14][15]
- 2019 - Ocupação[16]
- 2018 - Elas Também Estiveram Lá[17]
- 2017/2018 - Filhos do Retorno[18]
- 2016 - Espólios
- 2015 - Viajantes solitários[19]
- 2015 - O Sorriso nas Fotografias
- 2012 - 2015 - Um museu vivo de memórias pequenas, esquecidas e por vezes revistas
- 2014 - Até comprava o teu amor (mas não sei em que moeda se faz essa transacção)[20]
- 2013 - Retornos, Exílios e Alguns que Ficaram[21]
- 2013 - Labor #1
- 2013 - Esta é a minha cidade e eu quero viver nela[22]
- 2013 - Paredes de vidro
- 2013 - Monstro: Parte 1 Calamidade
- 2011 - Film Noir (Narrativas negras sobre rupturas na ordem das coisas)
- 2011 - Inventário de Objectos
- 2010 - Pássaro, a partir de la obra de Maurice Maeterlinck
- 2010 - A Colecção de Discos
- 2010 - Chegadas
- 2008 - Passeio ao Norte
- 2007 - Desaparecimento de uma Cidade
- 2007 - No 33
- 2006 - Walden, a partir de la obra de Henry David Thoreau
- 2005 - Exaustos
- 2005 - Nós, Aqui, Agora
- 2005 - De Fora
- 2004 - 3 Elvira
- 2003 - Cinzento Grey
- 2002 - Lugar Nenhum – quatro dias de uma jornada para a utopia

### Colaboraciones
Craviero es coautora de dos publicaciones junto con Susana Gonçalves, Tua y Skyscapes: todas as direcções publicadas en 2001 y 2002 respectivamente.

### Otras publicaciones
- 2017 - Aos poucos / Tina Satter; trad. Francisco Frazão. Atalhos / Joana Craveiro. Ode inacabada / Cláudia R. Sampaio, Lisboa, Fundação Caixa Geral de Depósitos - Culturgest.[24]
- 2016 - Craveiro, Joana, Que Teatro é Este – Pensamento e Processo de Um Museu Vivo de Memórias Pequenas e Esquecidas, Sinais de Cena 1.[25]
- 2016 - Craveiro, Joana, A Living Museum of Small, Forgotten and Unwanted Memories: Performing Oral Histories of the Portuguese Dictatorship and Revolution, in Memory, Subjectivities, and Representation: Approaches to Oral History in Latin America, Portugal, and Spain, editado por Rina Benmayor, María Eugenia Cardenal de la Nuez y Pilar Domínguez Prats, 207-229. Nueva York: Palgrave Macmillan.[26]
- 2015 - Craveiro, Joana, Acerca do Processo de Trabalho em Pássaro, a partir de Maeterlinck, in Tradução, Dramaturgia, Encenação II, organizado por Christine Zurbach e José Alberto Ferreira. Lisboa: Editora Licorne.[27]